# 1996-os labdarúgó-Európa-bajnokság (selejtező – 7. csoport)
Az 1996-os labdarúgó-Európa-bajnokság selejtezőjének 7. csoportjának mérkőzéseit tartalmazó lapja. A csoportban Németország, Wales, Bulgária, Grúzia, Albánia és Moldova szerepelt. A csapatok körmérkőzéses, oda-visszavágós rendszerben játszottak egymással.
Németország és Bulgária kijutott az 1996-os labdarúgó-Európa-bajnokságra.

## Tabella
| Hely. | Csapat      | M  | Gy | D | V | G+ | G– | Gk  | P  | Továbbjutás                            |     | Németország | Bulgária | Grúzia | Moldova | Wales | Albánia |
| ----- | ----------- | -- | -- | - | - | -- | -- | --- | -- | -------------------------------------- | --- | ----------- | -------- | ------ | ------- | ----- | ------- |
| 1.    | Németország | 10 | 8  | 1 | 1 | 27 | 10 | +17 | 17 | Kijutott az 1996-os Európa-bajnokságra |     | —           | 3–1      | 4–1    | 6–1     | 1–1   | 2–1     |
| 2.    | Bulgária    | 10 | 7  | 1 | 2 | 24 | 10 | +14 | 15 | Kijutott az 1996-os Európa-bajnokságra |     | 3–2         | —        | 2–0    | 4–1     | 3–1   | 3–0     |
| 3.    | Grúzia      | 10 | 5  | 0 | 5 | 14 | 13 | +1  | 10 |                                        |     | 0–2         | 2–1      | —      | 0–1     | 5–0   | 2–0     |
| 4.    | Moldova     | 10 | 3  | 0 | 7 | 11 | 27 | −16 | 6  |                                        | 0–3 | 0–3         | 3–2      | —      | 3–2     | 2–3   |         |
| 5.    | Wales       | 10 | 2  | 2 | 6 | 9  | 19 | −10 | 6  |                                        | 1–2 | 0–3         | 0–1      | 1–0    | —       | 2–0   |         |
| 6.    | Albánia     | 10 | 2  | 2 | 6 | 10 | 16 | −6  | 6  |                                        | 1–2 | 1–1         | 0–1      | 3–0    | 1–1     | —     |         |

1. 1 2  Egymás elleni pontszám: Wales 4, Albánia 1.

## Mérkőzések
Az időpontok helyi idő szerint értendők.
| 1994. szeptember 7. 19:30 |

| Grúzia | 0–1               | Moldova   |
| ------ | ----------------- | --------- |
|        | (0–1) Jegyzőkönyv | Oprea 40' |

| Boris Paichadze Stadium, Tbiliszi Nézőszám: 62 000 Játékvezető: Ahmet Çakar (török) |

| 1994. szeptember 7. 19:30 |

| Wales                | 2–0               | Albánia |
| -------------------- | ----------------- | ------- |
| Coleman 6' Giggs 67' | (1–0) Jegyzőkönyv |         |

| Cardiff Arms Park, Cardiff Nézőszám: 15 791 Játékvezető: Gianni Beschin (olasz) |

| 1994. október 12. 19:00 |

| Moldova                          | 3–2               | Wales              |
| -------------------------------- | ----------------- | ------------------ |
| Belous 8' Secu 28' Pogorelov 80' | (2–1) Jegyzőkönyv | Speed 6' Blake 70' |

| Stadionul Republican, Chișinău Nézőszám: 12 000 Játékvezető: Vad István (magyar) |

| 1994. október 12. 19:00 |

| Bulgária           | 2–0               | Grúzia |
| ------------------ | ----------------- | ------ |
| Kostadinov 55' 62' | (0–0) Jegyzőkönyv |        |

| Vasil Levski National Stadium, Szófia Nézőszám: 48 000 Játékvezető: Ladislav Gadoši (szlovák) |

| 1994. november 16. 14:00 |

| Grúzia                                                       | 5–0               | Wales |
| ------------------------------------------------------------ | ----------------- | ----- |
| Ketsbaia 29' 48' Kinkladze 39' Gogrichiani 58' Arveladze 65' | (2–0) Jegyzőkönyv |       |

| Boris Paichadze Stadium, Tbiliszi Nézőszám: 55 000 Játékvezető: Alain Sars (francia) |

| 1994. november 16. 14:00 |

| Albánia     | 1–2               | Németország               |
| ----------- | ----------------- | ------------------------- |
| Zmijani 33' | (1–1) Jegyzőkönyv | Klinsmann 18' Kirsten 46' |

| Qemal Stafa Stadium, Tirana Nézőszám: 23 000 Játékvezető: Vasiliy Melnichuk (ukrán) |

| 1994. november 16. 18:00 |

| Bulgária                                     | 4–1               | Moldova       |
| -------------------------------------------- | ----------------- | ------------- |
| Stoichkov 44' 84' Balakov 64' Kostadinov 87' | (1–0) Jegyzőkönyv | Cleşcenco 60' |

| Vasil Levski National Stadium, Szófia Nézőszám: 36 048 Játékvezető: Denis McArdle (ír) |

| 1994. december 14. 14:00 |

| Albánia | 0–1               | Grúzia        |
| ------- | ----------------- | ------------- |
|         | (0–1) Jegyzőkönyv | Arveladze 18' |

| Qemal Stafa Stadium, Tirana Nézőszám: 9700 Játékvezető: Molnár László (magyar) |

| 1994. december 14. 19:00 |

| Moldova | 0–3               | Németország                           |
| ------- | ----------------- | ------------------------------------- |
|         | (0–2) Jegyzőkönyv | Kirsten 6' Klinsmann 38' Matthäus 71' |

| Stadionul Republican, Chișinău Nézőszám: 26 000 Játékvezető: Jef van Vliet (holland) |

| 1994. december 14. 19:30 |

| Wales | 0–3               | Bulgária                               |
| ----- | ----------------- | -------------------------------------- |
|       | (0–2) Jegyzőkönyv | Ivanov 5' Kostadinov 15' Stoichkov 51' |

| Cardiff Arms Park, Cardiff Nézőszám: 23 206 Játékvezető: Leif Sundell (svéd) |

| 1994. december 18. 15:30 |

| Németország               | 2–1               | Albánia     |
| ------------------------- | ----------------- | ----------- |
| Matthäus 8' Klinsmann 17' | (2–0) Jegyzőkönyv | Rraklli 58' |

| Fritz-Walter-Stadion, Kaiserslautern Nézőszám: 20 310 Játékvezető: Svend Erik Christensen (dán) |

| 1995. március 29. 15:30 |

| Albánia                  | 3–0               | Moldova |
| ------------------------ | ----------------- | ------- |
| Kushta 32' 78' Kaçaj 43' | (2–0) Jegyzőkönyv |         |

| Qemal Stafa Stadium, Tirana Nézőszám: 8500 Játékvezető: Urs Meier (svájci) |

| 1995. március 29. 21:00 |

| Grúzia | 0–2               | Németország       |
| ------ | ----------------- | ----------------- |
|        | (0–2) Jegyzőkönyv | Klinsmann 24' 45' |

| Boris Paichadze Stadium, Tbiliszi Nézőszám: 75 000 Játékvezető: Martin Bodenham (angol) |

| 1995. március 29. 19:00 |

| Bulgária                  | 3–1               | Wales        |
| ------------------------- | ----------------- | ------------ |
| Balakov 37' Penev 70' 80' | (1–0) Jegyzőkönyv | Saunders 81' |

| Vasil Levski National Stadium, Szófia Nézőszám: 60 000 Játékvezető: Michel Piraux (belga) |

| 1995. április 26. 18:00 |

| Grúzia                      | 2–0               | Albánia |
| --------------------------- | ----------------- | ------- |
| S.Arveladze 2' Ketsbaia 41' | (2–0) Jegyzőkönyv |         |

| Boris Paichadze Stadium, Tbiliszi Nézőszám: 25 000 Játékvezető: Roelof Luinge (holland) |

| 1995. április 26. 18:00 |

| Moldova | 0–3               | Bulgária                      |
| ------- | ----------------- | ----------------------------- |
|         | (0–1) Jegyzőkönyv | Balakov 29' Stoichkov 54' 67' |

| Stadionul Republican, Chișinău Nézőszám: 16 000 Játékvezető: Jiří Ulrich (cseh) |

| 1995. április 26. 19:45 |

| Németország  | 1–1               | Wales       |
| ------------ | ----------------- | ----------- |
| Herrlich 41' | (1–1) Jegyzőkönyv | Saunders 7' |

| Rheinstadion, Düsseldorf Nézőszám: 43 461 Játékvezető: José Encinar (spanyol) |

| 1995. június 7. 19:00 |

| Moldova                    | 2–3               | Albánia                       |
| -------------------------- | ----------------- | ----------------------------- |
| Curtianu 10' Cleşcenco 15' | (2–2) Jegyzőkönyv | Kushta 8' Bellaj 25' Vata 71' |

| Stadionul Republican, Chișinău Nézőszám: 7000 Játékvezető: Léon Schellings (belga) |

| 1995. június 7. 20:30 |

| Bulgária                                               | 3–2               | Németország              |
| ------------------------------------------------------ | ----------------- | ------------------------ |
| Stoichkov 46' (11-esből) 65' (11-esből) Kostadinov 70' | (0–2) Jegyzőkönyv | Klinsmann 17' Strunz 43' |

| Vasil Levski National Stadium, Szófia Nézőszám: 44 208 Játékvezető: Pierluigi Pairetto (olasz) |

| 1995. június 7. 19:30 |

| Wales | 0–1               | Grúzia        |
| ----- | ----------------- | ------------- |
|       | (0–0) Jegyzőkönyv | Kinkladze 73' |

| Cardiff Arms Park, Cardiff Nézőszám: 8241 Játékvezető: Ilkka Koho (finn) |

| 1995. szeptember 6. 16:30 |

| Albánia     | 1–1               | Bulgária     |
| ----------- | ----------------- | ------------ |
| Rraklli 10' | (1–1) Jegyzőkönyv | Stoichkov 8' |

| Qemal Stafa Stadium, Tirana Nézőszám: 6050 Játékvezető: Charles Agius (máltai) |

| 1995. szeptember 6. 19:45 |

| Németország                                 | 4–1               | Grúzia       |
| ------------------------------------------- | ----------------- | ------------ |
| Möller 38' Ziege 56' Kirsten 61' Babbel 72' | (1–1) Jegyzőkönyv | Ketsbaia 28' |

| Frankenstadion, Nürnberg Nézőszám: 40 750 Játékvezető: Jim McCluskey (skót) |

| 1995. szeptember 6. 19:30 |

| Wales     | 1–0               | Moldova |
| --------- | ----------------- | ------- |
| Speed 55' | (0–0) Jegyzőkönyv |         |

| Cardiff Arms Park, Cardiff Nézőszám: 6721 Játékvezető: Gylfi Thór Orrason (izlandi) |

| 1995. október 7. 18:00 |

| Bulgária                       | 3–0               | Albánia |
| ------------------------------ | ----------------- | ------- |
| Lecskov 14' Kostadinov 80' 82' | (1–0) Jegyzőkönyv |         |

| Vasil Levski National Stadium, Szófia Nézőszám: 25 000 Játékvezető: Juha Hirviniemi (finn) |

| 1995. október 8. 18:00 |

| Németország                                                   | 6–1               | Moldova    |
| ------------------------------------------------------------- | ----------------- | ---------- |
| Stroenco 15' (öngól) Helmer 18' Sammer 23' 71' Möller 47' 61' | (3–0) Jegyzőkönyv | Rebeja 81' |

| Ulrich Haberland Stadion, Leverkusen Nézőszám: 18 400 Játékvezető: Zygmunt Ziober (lengyel) |

| 1995. október 11. 18:00 |

| Grúzia                                | 2–1               | Bulgária      |
| ------------------------------------- | ----------------- | ------------- |
| Arveladze 1' Kinkladze 48' (11-esből) | (1–0) Jegyzőkönyv | Stoichkov 87' |

| Boris Paichadze Stadium, Tbiliszi Nézőszám: 45 000 Játékvezető: Urs Meier (svájci) |

| 1995. október 11. 19:30 |

| Wales              | 1–2               | Németország                        |
| ------------------ | ----------------- | ---------------------------------- |
| Helmer 78' (öngól) | (0–0) Jegyzőkönyv | Melville 74' (öngól) Klinsmann 84' |

| Cardiff Arms Park, Cardiff Nézőszám: 27 000 Játékvezető: Ion Crăciunescu (román) |

| 1995. november 15. 14:00 |

| Albánia              | 1–1               | Wales         |
| -------------------- | ----------------- | ------------- |
| Kushta 4' (11-esből) | (1–1) Jegyzőkönyv | Pembridge 42' |

| Qemal Stafa Stadium, Tirana Nézőszám: 2100 Játékvezető: David Suheil (izraeli) |

| 1995. november 15. 18:00 |

| Moldova                                   | 3–2               | Grúzia                              |
| ----------------------------------------- | ----------------- | ----------------------------------- |
| Testimiţanu 5' (11-esből) Miterev 18' 73' | (2–0) Jegyzőkönyv | Dzhanashia 66' Culibaba 77' (öngól) |

| Stadionul Republican, Chișinău Nézőszám: 6000 Játékvezető: Mario van der Ende (holland) |

| 1995. november 15. 19:45 |

| Németország                             | 3–1               | Bulgária      |
| --------------------------------------- | ----------------- | ------------- |
| Klinsmann 50' 75' (11-esből) Häßler 56' | (0–0) Jegyzőkönyv | Stoichkov 47' |

| Olympiastadion, Berlin Nézőszám: 75 841 Játékvezető: Vassilios Nikakis (görög) |